# Kvænangen
Kvænangen este o comună din provincia Troms, Norvegia.